# L'Homme de la cité
L'Homme de la cité (The Man and the City) est une série télévisée américaine créée par Howard Rodman composée d'un téléfilm de 90 minutes diffusé le 17 mai 1971 suivi de quinze épisodes de 50 minutes diffusés entre le 15 septembre 1971 et le 5 janvier 1972 sur le réseau ABC.
En France, elle fut diffusée à partir du 3 juin 1973 sur la Troisième chaîne couleur de l'ORTF, et au Québec à partir du 8 février 1982 à la Télévision de Radio-Canada. Elle reste inédite dans les autres pays francophones.

## Synopsis
Dans une petite ville américaine proche de la frontière mexicaine, le maire Thomas Jefferson Alcalà et son équipe se battent contre le développement des injustices, des inégalités et de la corruption provoqué par une expansion galopante.

## Fiche technique
- Titre original : The Man and the City
- Création : Howard Rodman
- Musique : Alex North
- Production : Stanley Rubin
- Genre : Drame
- Pays :  États-Unis
- Durée : 1 pilote de 90 minutes + 15 épisodes de 50 minutes
- Années : 1971 - 1972

## Distribution
- Anthony Quinn (VF : Henry Djanik) : Thomas Jefferson Alcalà
- Mike Farrell : Andy Hays

### Guest Stars
William Schallert, Mala Powers, Jack Albertson, Jean Allison, Michael Bell, Don Collier, Paul Comi, Broderick Crawford, Severn Darden, Angie Dickinson, Charles Drake, Robert Foxworth, David McCallum, Burgess Meredith, Simon Oakland, Lindsay Wagner, Larry Wilcox, etc.

## Autour de la série
- La série réunit toutes sortes de Guest Stars :
  - Des vedettes de cinéma comme Angie Dickinson (Rio Bravo).
  - Des vétérans de séries comme David McCallum (Des agents très spéciaux) ou encore Burgess Meredith (Batman).
  - De futurs stars du petit écran, entre autres Lindsay Wagner (Super Jaimie) ou Larry Wilcox (Chips).
- Malgré un casting exemplaire, la série n'a pas eu un grand succès, étant notamment victime d'une solide concurrence avec d'autres séries comme Mannix. Elle s'est arrêtée au bout d'une seule saison.